# 北宋江南西路帅臣列表
北宋江南西路帅臣，指江南西路安抚司的长官，或称安抚使，或称经略安抚使。

## 历任经略安抚使

### 宋太宗朝
- 王明（976年—978年）
- 张惟德（979年—981年）
- 刘墀（982年—984年）
- 夏侯峤（985年—987年）
- 张覃（987年—988年）
- 符昭寿（989年—993年）
- 陈象舆（994年—995年）
- 魏震（995年—996年）
- 李伟（996年—997年）

### 宋真宗朝
- 董俨（998年—1000年）
- 栾崇吉（1001年—1002年）
- 盛度（1004年—1005年）
- 朱台符（1006年）
- 马景（1007年—1009年）
- 王济（1010年—1011年）
- 李玄（1011年）
- 马亮（1011年—1013年）
- 朱巽（1013年—1016年）
- 章得象（1018年—1020年）
- 李虚己（1021年—1022年）

### 宋仁宗朝
- 李虚己（1022年—1023年）
- 夏竦（1023年）
- 唐肃（1024年）
- 李谘（1025年—1028年）
- 臧待用（1028年—1029年）
- 许式（1029年—1030年）
- 许申（1031年）
- 萧贯（1032年—1034年）
- 赵槩（1035年）
- 吴遵路（1036年—1037年）
- 盛京（1037年—1038年）
- 魏瓘（1038年—1039年）
- 蒋堂（1040年）
- 张若谷（1041年—1043年）
- 邵饰（1044年）
- 吕绍宁（1044年）
- 江钧（1044年）
- 卞咸（1044年—1045年）
- 杨可（1045年）
- 李绚（1045年）
- 张瓌（1046年）
- 刘沆（1047年—1048年）
- 张存（1049年）
- 王贽（1050年）
- 徐起（1051年）
- 马寻（1053年）
- 仲简（1056年）
- 张子宪（1056年）
- 刘纬（1059年—1060年）
- 唐介（1061年）
- 叶均（1062年）

### 宋英宗朝
- 施元长（1064年）
- 程师孟（1065年）
- 周豫（1066年）
- 杜植（1067年）

### 宋神宗朝
- 荣諲（1070年）
- 李师中（1071年）
- 应舜臣（1072年）
- 曾巩（1075年）
- 王韶（1077年）
- 元积中（1077年—1079年）
- 王韶（1079年）
- 蔡延庆（1081年—1082年）
- 谢景温（1082年—1083年）
- 孔宗翰（1083年）
- 李良辅（1084年）
- 熊本（1085年）

### 宋哲宗朝
- 熊本（1085年—1086年）
- 黄履（1087年）
- 何宗坦（1090年）
- 李琮（1090年）
- 熊本（1091年）
- 孔武仲（1091年）
- 向宗旦（1093年）
- 叶祖恰（1093年）
- 范镗（1095年）
- 刘定（1095年）
- 张商英（1095年）
- 张绶（1097年）
- 蒋之翰（1099年）

### 宋徽宗朝
- 叶祖洽（1100年—1101年）
- 王居厚（1102年）
- 范峋（1102年）
- 彭汝霖
- 李景直（1104年）
- 朱彦（1104年）
- 王汉之（1105年）
- 陶节夫（1105年—1106年）
- 朱彦（1106年）
- 王涣之（1107年）
- 范坦（1108年）
- 叶祖洽（1108年）
- 吴居厚（1109年）
- 张彻（1110年）
- 范致虚（1110年）
- 王旉（1111年）
- 张琮（1112年）
- 吴居厚（1113年—1114年）
- 张邦昌（1115年）
- 蒋静（1116年）
- 张漴
- 陈邦光（1117年）
- 徐惕（1118年）
- 林震（1119年）
- 潘兑（1120年）
- 张励（1120年）
- 孙竣（1120年）
- 孙羲叟（1121年—1122年）
- 郭允迪（1122年）
- 李熙靖（1124年）
- 郭三益（1124年—1125年）

### 宋钦宗朝
- 郭三益（1125年—1126年）
- 姚宗彦（1126年—1127年）